# Mantella nigricans
Espèce
Synonymes
- Mantella cowani nigricans Guibé, 1978

Statut de conservation UICN

 LC  : Préoccupation mineure
Statut CITES
Mantella nigricans est une espèce d'amphibiens de la famille des Mantellidae,.

## Répartition

Aire de répartition de Mantella nigricans.

Cette espèce est endémique de Madagascar. Elle se rencontre entre 100 et 1 000 m d'altitude dans le Nord et le Nord-Est de l'île,.

## Description
Mantella nigricans mesure de 27 à 28 mm. Son dos est soit uniformément brun, soit partiellement ou entièrement vert. Ses flancs sont noirs ou partiellement verdâtres. Son ventre est noir avec des taches bleues.

## Publication originale
- Guibé, 1978 : Les batraciens de Madagascar. Bonner Zoologische Monographien, no 11, p. 1-140 (texte intégral).